# Calapan City
Calapan (offiziell: City of Calapan; Filipino: Lungsod ng Calapan) ist die Hauptstadt der Provinz Oriental Mindoro. Calapan wurde am 21. März 1998 von einer Stadtgemeinde (Municipality) zu einer Stadt (Component City) erhoben.
Die Gemeinde liegt am östlichen Eingang zur Isla-Verde-Straße, diese gilt als ein Hot Spot der Biodiversität der Unterwasserwelt auf den Philippinen und weltweit.
In Calapan City ist die Hochschule Divine Word College of Calapan angesiedelt.

## Baranggays
Calapan City ist politisch in 62 Baranggays unterteilt.
| - Balingayan - Balite - Baruyan - Batino - Bayanan I - Bayanan II - Biga - Bondoc - Bucayao - Buhuan - Bulusan - Sta. Rita - Calero - Camansihan - Camilmil - Canubing I - Canubing II - Comunal - Guinobatan - Gulod - Gutad | - Ibaba East - Ibaba West - Ilaya - Lalud - Lazareto - Libis - Lumangbayan - Mahal Na Pangalan - Maidlang - Malad - Malamig - Managpi - Masipit - Nag-Iba I - Navotas - Pachoca - Palhi - Panggalaan - Parang - Patas - Personas | - Puting Tubig - San Raphael (formerly Salong) - San Antonio - San Vicente Central - San Vicente East - San Vicente North - San Vicente South - San Vicente West - Sta. Cruz - Sta. Isabel - Sto. Niño (formerly Nacoco) - Sapul - Silonay - Sta. Maria Village - Suqui - Tawagan - Tawiran - Tibag - Wawa - Nag-Iba II |